# 阿不都克里木·哈里克
阿不都克里木·哈里克（1966年5月—），新疆疏勒人，维吾尔族，中国共产党党员。中国人民解放军南疆军区军官、第十三届全国人民代表大会解放军和武警部队代表。

## 生平
2018年，担任中国人民解放军南疆军区副参谋长的阿不都克里木·哈里克被选为解放军和武警部队出席第十三届全国人民代表大会代表。